# Manheim (New York)
Manheim ist eine Town im Herkimer County, New York in den Vereinigten Staaten. Das U.S. Census Bureau hat bei der Volkszählung 2020 eine Einwohnerzahl von 3.082 ermittelt. Der Name Manheims ist abgeleitet von der baden-württembergischen Großstadt Mannheim.
Die Town of Manheim liegt im südöstlichen Teil des Countys und grenzt im Südwesten an die City of Little Falls. Manheim liegt östlich von Utica.
Der Erie Canal verläuft durch den südlichen Teil des Stadtgebietes.

## Geschichte
Im heutigen Gebiet Manheims ließen sich um 1756 Einwanderer aus deutschsprechenden Ländern nieder.
Während des Amerikanischen Unabhängigkeitskrieges griffen die Engländer und ihre eingeborenen Verbündeten mehrfach Siedlungen in diesem Gebiet an.
Manheim wurde 1797 aus der Town of Palatine des damaligen Montgomery County herausgelöst und eigenständig.
1865 zählte Manheim 1831 Einwohner.

## Geographie
Nach den Angaben des United States Census Bureaus hat die Stadt eine Gesamtfläche von 76,8 km², wovon 75,2 km² auf Land und 1,6 km² (= 2,09 %) auf Gewässer entfallen.
Die östliche Stadtgrenze ist die Countygrenze zum Fulton County, die durch den East Canada Creek markiert wird. Die südliche Stadtgrenze bildet der Mohawk River.
New York State Route 5 ist eine Ost-West-Verbindung im südlichen Bereich der Stadt. New York State Route 167 und New York State Route 170A verlaufen in Nord-Süd-Richtung. NY-170A befindet sich im nordwestlichen Teil Manheims, und NY-167 verbindet Little Falls mit Dolgeville.

### Siedlungen und geographische Objekte
- East Canada Lake – ein kleiner See am östlichen Rand Manheims
- Dolgeville – das Village of Dolgeville an der nordöstlichen Ecke Manheims an der New York State Route 167 (NY-167) und teilweise in der benachbarten Town of Oppenheim im Fulton County
- East Creek – ein Weiler, der sich im Südosten Manheims am Mohawk River erstreckt und an der Kreuzung von New York State Route 5 und County Road 42 liegt
- Five Mile Dam – Ortslage am Mohawk River
- Garlock Corners – Ortslage nordwestlich von Manheim Center an der County Road 55
- Ingham Mills – ein Weiler an der östlichen Grenze der Town, südlich von Dolgeville, der 1802 gegründet wurde, als dort Mühlen für Getreide und Holz entstanden
- Ingham Mills Station – ein Weiler südöstlich von Manheim Center an der County Road 42
- Kyser Lake – ein kleiner See nördlich von Ingham Mills.
- Manheim Center – ein Weiler im südlich-zentralen Teil der Town an der NY-167
- Ransom Creek – ein Bach, der in das nördliche Ende des Kyser Lake einmündet

## Demographie
Zum Zeitpunkt des United States Census 2000 bewohnten Manheim 3171 Personen. Die Bevölkerungsdichte betrug 42,2 Personen pro km². Es gab 1480 Wohneinheiten, durchschnittlich 19,7 pro km². Die Bevölkerung Manheims bestand zu 97,86 % aus Weißen, 0,35 % Schwarzen oder African American, 0,47 % Native American, 0,38 % Asian, 0,03 % Pacific Islander, 0,06 % gaben an, anderen Rassen anzugehören und 0,85 % nannten zwei oder mehr Rassen. 0,69 % der Bevölkerung erklärten, Hispanos oder Latinos jeglicher Rasse zu sein.
Die Bewohner Manheims verteilten sich auf 1297 Haushalte, von denen in 30,8 % Kinder unter 18 Jahren lebten. 51,7 % der Haushalte stellten Verheiratete, 10,4 % hatten einen weiblichen Haushaltsvorstand ohne Ehemann und 31,7 % bildeten keine Familien. 27,8 % der Haushalte bestanden aus Einzelpersonen und in 14,9 % aller Haushalte lebte jemand im Alter von 65 Jahren oder mehr alleine. Die durchschnittliche Haushaltsgröße betrug 2,43 und die durchschnittliche Familiengröße 2,92 Personen.
Die Bevölkerung verteilte sich auf 24,7 % Minderjährige, 7,7 % 18–24-Jährige, 25,2 % 25–44-Jährige, 25,8 % 45–64-Jährige und 16,7 % im Alter von 65 Jahren oder mehr. Der Median des Alters betrug 40 Jahre. Auf jeweils 100 Frauen entfielen 93,7 Männer. Bei den über 18-Jährigen entfielen auf 100 Frauen 91,5 Männer.
Das mittlere Haushaltseinkommen in Manheim betrug 31.750 US-Dollar und das mittlere Familieneinkommen erreichte die Höhe von 39.032 US-Dollar. Das Durchschnittseinkommen der Männer betrug 28.424 US-Dollar, gegenüber 18.264 US-Dollar bei den Frauen. Das Pro-Kopf-Einkommen belief sich auf 15.429 US-Dollar. 12,7 % der Bevölkerung und 9,0 % der Familien hatten ein Einkommen unterhalb der Armutsgrenze, davon waren 15,2 % der Minderjährigen und 8,5 % der Altersgruppe 65 Jahre und mehr betroffen.